# Emmaus
Denna artikel behandlar orten Emmaus. För Emmausrörelsen, se Emmaus (organisation). För Emmauspriset, se detta uppslagsord

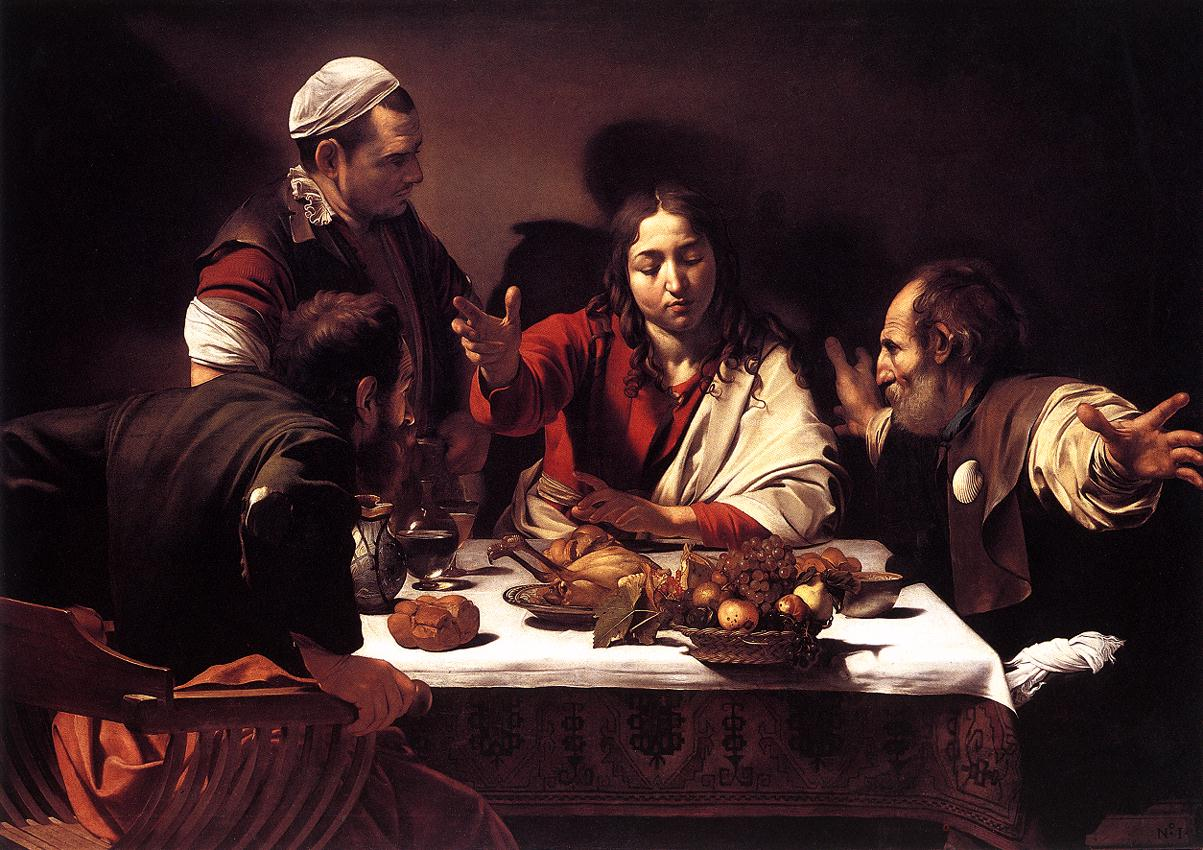
Måltiden i Emmaus av Caravaggio, 1601

Emmaus är en plats i Palestina som fått avsevärd betydelse i kristet tänkande. 
I Lukasevangeliet 24:13 omnämns Emmaus som en by 12 kilometer (60 stadier) eller 32 kilometer (160 stadier) från Jerusalem; avståndet varierar mellan olika bibelversioner. Här berättas att Jesus sågs i Emmaus samma dag som han återuppstod från de döda. Två av Jesu lärjungar, apostlar, träffade honom på vägen till Emmaus. Händelsen kallas ofta Emmausvandringen, och lärjungarna som var med om det Emmausvandrarna varav den ene hette Kleopas, och den andra är inte namngiven. Det finns teorier som att den icke namngivne lärjungen kan ha varit Kleopas hustru. De tre vandrade tillsammans och diskuterade det som hänt de senaste dagarna. När de kom fram till Emmaus bjöd lärjungarna Jesus att stanna kvar och äta en måltid hos dem. Först i samband med att han bröt brödet vid måltiden kände de igen honom, varvid han försvann. 
Det råder olika uppfattningar om vilken modern plats den bibliska texten avser. En vanlig teori är att platsen motsvarar nuvarande Imwas, som ligger drygt två mil västnordväst om Jerusalem.

## Emmaus som namn på kyrkor
Emmaus har även varit namnet på olika kapell, kyrkor och missionshus inom frikyrkan, såsom exempelvis Emmauskapellet i Örebro, vars nutida kyrka heter Korskyrkan och den tidigare missionskyrkan Emauskyrkan (numera Mikaelskapellet) på Karlbergsvägen i Vasastan i Stockholm.